# 警校禁戀
《警校禁戀》（英文：Free Fall，德文：Freier Fall），由德國導演史提芬·拉坎特（Stephan Lacant）執導，其中劇本由拉坎特和卡斯坦·達勒姆（Karsten Dahlem）所寫。裡頭主要著名的演員有漢諾·柯夫勒、馬克斯·里梅爾特和卡薩琳娜·舒特勒 。此部片在 2013 年 2 月德國柏林電影展首次上映， 2013 年 5 月 3 日於德國電影院上映。

## 情節
馬克·柏格曼（Marc Borgman，漢諾·柯夫勒飾），是一個年輕的警察，參加了一個防暴控制的訓練營隊。他在成績的表現上不甚理想，落後於警校內的其他小組成員。因為自大和自信，馬克最初和他在警校的室友凱·恩格爾（Kay Engal，馬克斯·里梅爾特飾）處得並不好。在一次的防暴演習中他們有了衝突，在那之後馬克對凱恩道歉，對於自己的過激行為感到抱歉，在那之後，他們成為朋友。
因為凱恩知道馬克成績不大理想，於是邀請他一同慢跑。兩個人開始定期慢跑。在一次的慢跑中，凱恩用嘴把煙叼著要讓馬克抽，在要接觸到馬克時悄悄把煙拿走親了上去。馬克當下猶豫、迷茫、生氣，縱使凱恩說那只是個玩笑。事後，馬克開始與凱恩保持距離，卻又在迷茫中不自覺接近，一次又一次的彼此接觸讓他承認了凱恩對他的吸引力。
同時，他的女朋友貝蒂娜懷孕了，他們搬進了與他父母鄰近的新房子。

## 演員表
- Hanno Koffler 飾演 Marc Borgmann
- Max Riemelt 飾演 Kay Engel
- Katharina Schüttler 飾演 Bettina Bischoff
- Oliver Bröcker 飾演 Frank Richter
- Stephanie Schönfeld 飾演 Claudia Richter
- Britta Hammelstein 飾演 Britt Rebmann
- Shenja Lacher 飾演 Gregor Limpinski
- Maren Kroymann 飾演 Inge Borgmann
- Louis Lamprecht 飾演 Wolfgang Borgmann
- Vilmar Bieri 飾演 Lothar Bischoff
- Attila Borlan 飾演 Werner Brandt
- Horst Krebs 飾演 Bernd Eiden
- Samuel Schnepf 飾演 Benno Borgmann

## 原聲帶
| 評論得分       | 評論得分 |
| 來源           | 評分     |
| -------------- | -------- |
| eMusic         | 5/5颗星  |
| Google Play    | 5/5颗星  |
| iTunes Germany | 5/5颗星  |

警校禁戀: 電影原聲帶 由 Dürbeck & Dohmen 編曲，並在2013年5月21日由 MovieScore Media 和 AWAL 以數位下載的形式推出。
| 曲序 | 曲目                                     | 时长 |
| ---- | ---------------------------------------- | ---- |
| 1.   | Wrong Turn                               | 2:32 |
| 2.   | Smoking Weed                             | 2:16 |
| 3.   | Under the Shower                         | 1:34 |
| 4.   | Mark Kissed Kay                          | 1:27 |
| 5.   | Nightswimming                            | 3:19 |
| 6.   | Run Away                                 | 1:28 |
| 7.   | Keep Breathing Evenly, Pussy!            | 1:39 |
| 8.   | In the Elevator                          | 2:13 |
| 9.   | The Woods: Love                          | 2:47 |
| 10.  | The Woods: Running                       | 2:29 |
| 11.  | At the Doorstep                          | 2:47 |
| 12.  | Police Operation Aftermath               | 2:50 |
| 13.  | Abandoned Apartment                      | 2:23 |
| 14.  | Under the Shower II                      | 2:51 |
| 15.  | Heading Home                             | 1:29 |
| 16.  | Back on the Track (Theme of "Free Fall") | 1:44 |

## 外部連結
- 官方网站 （英文）
- 官方网站 （德文）
- 互联网电影数据库（IMDb）上《Free Fall》的资料（英文）
- Filmportal review （德文）
- Zitty-Berlin review （德文）
- Interview with Hanno Koffler （德文）
- Interview in Männer Magazine （德文）